# 9664 Brueghel
9664 Brueghel este un asteroid din centura principală de asteroizi.

## Descriere
9664 Brueghel este un asteroid din centura principală de asteroizi. A fost descoperit pe 17 aprilie 1996 la Observatorul La Silla de Eric Walter Elst. El prezintă o orbită caracterizată de o semiaxă mare de 3,19 ua, o excentricitate de 0,12 și o înclinație de 2,3° în raport cu ecliptica.